# Илекса (река, впадает в Тудозеро)
Илекса — река в России, протекает по территории Девятинского и Андомского сельских поселений Вытегорского района Вологодской области. Длина реки — 30 км, площадь водосборного бассейна — 194 км².

## Физико-географическая характеристика
Река далее течёт преимущественно в северо-западном направлении.
Река в общей сложности имеет 28 малых притоков суммарной длиной 56 км.
Впадает на высоте 33,2 м над уровнем моря в Тудозеро, из которого вытекает река Тудозерка, впадающая в Онежское озеро.
Имеет левый приток — реку Нюдалу.
В нижнем течении Илекса пересекает трассу А119 («Вологда — Медвежьегорск — автомобильная дорога Р-21 „Кола“»).
Рядом с устьем реки располагается деревня Остров.
Код объекта в государственном водном реестре — 01040100612102000017505.